# Marvin Brown (Fußballspieler, 1974)
Marvin Brown (* 11. Mai 1974) ist ein ehemaliger honduranischer Fußballspieler, welcher auf der Position eines Stürmers aktiv war.

## Karriere

### Verein
Zumindest von 2000 bis 2002 war er in seiner Heimat für den damaligen Erstligisten CDS Vida aktiv.

### Nationalmannschaft
Sein Debüt in der honduranischen A-Nationalmannschaft gab er im Vorfeld der Copa América 2001 bei einem 1:1-Freundschaftsspiel gegen Ecuador. Dort stand er in der Startelf und holte sich auch direkt eine Gelbe Karte ab. Eine Woche später gehörte er zum Turnierkader der Mannschaft bei der Copa und kam bei zwei Gruppenspielen jeweils als Einwechselspieler auf den Platz. Sein letzter Einsatz folgte im Halbfinale, welches seine Mannschaft mit 0:2 gegen Kolumbien verlor. Danach erhielt er keine weiteren Einsätze im Nationalteam mehr.